# Julolaelaps
Julolaelaps  (лат.) — род клещей (Dermanyssoidea) семейства Laelapidae из отряда Mesostigmata.
10 видов. Афротропика и Неотропика (Тринидад). Обнаружены на многоножках (Myriapoda) семейств Julidae и Spirostreptidae из класса двупарноногие (Diplopoda).
- Julolaelaps buensis Maes, 1983 — Камерун
- Julolaelaps cameroonensis Maes, 1983 — Камерун
- Julolaelaps dispar Berlese, 1916
- Julolaelaps excavatus Fain, 1987 — Конго, Киншаса
- Julolaelaps idjwiensis Fain, 1987 — Руанда
- Julolaelaps madiakokoensis Fain, 1987 — Конго, Киншаса
- Julolaelaps moseri Hunter & Rosario, 1986 — Тринидад
- Julolaelaps paucipilis Fain, 1987 — Конго, Киншаса
- Julolaelaps serratus Maes, 1983 — Камерун
- Julolaelaps vandaelensis Maes, 1983 — Камерун